# Fünfkampf-Europameisterschaft 1980

Logo CEB (ausrichtender Verband)

Die Fünfkampf-Europameisterschaft 1980, auch Pentathlon-Europameisterschaft genannt, war das achte Turnier in dieser Disziplin des Karambolagebillards und fand vom 5. bis zum 9. März 1980 in Heeswijk-Dinther statt. Es war die zweite Fünfkampf-Europameisterschaft in den Niederlanden und die letzte Europameisterschaft insgesamt.

## Geschichte
Die Fünfkampf-EM in Heeswijk-Dinther endete mit einem Novum. Im neuen Spielsystem gab es eine Gruppenphase und danach eine KO-Runde. Nachdem Christ van der Smissen die Gruppe A gewonnen hatte und Ludo Dielis die Gruppe B kam es zu einem Halbfinale in dem beide Gruppensieger auf die beiden deutschen Vertreter trafen. Dieter Müller, der amtierende Weltmeister im Fünfkampf, bekam es mit van der Smissen zu tun und setzte sich relativ klar mit 8:2 Partiepunkten durch. Thomas Wildförster ging als Außenseiter in das Match gegen den zweimaligen Fünfkampfeuropameister Dielis. Aber nach den Siegen in der Freien Partie und im Cadre 47/1 stand es bereits 4:0 für den Velberter. Als er dann auch noch im Einband gegen den Vizeweltmeister in dieser Disziplin mit 100:82 in 14 Aufnahmen gewann, war ein deutsches Finale perfekt. Hier spielte dann der Berliner Müller seine ganze Routine aus und gewann gegen den 25-jährigen Wildförster glatt mit 10:0 Partiepunken. Damit gab es zum ersten Mal seit 1954 als Walter Lütgehetmann gegen August Tiedtke im Einband gewann einen deutschen Doppelsieg bei Europameisterschaften.

## Modus
Gespielt wurde eine Vorrunde mit zwei Gruppen à 4 Spielern im Round Robin Modus. Die beiden Gruppenbesten spielten dan über Kreuz im KO-System den Sieger aus.
1. PP = Partiepunkte
2. MP = Matchpunkte
3. VGD = Verhältnismäßiger Generaldurchschnitt
4. BVED = Bester Einzel Verhältnismäßiger Durchschnitt

Es wurde zur Berechnung des VGD die 'Portugiesische Tabelle' vom Oktober 1977 angewendet. Hierbei werden die verschiedenen Disziplinen nach einer Formel berechnet. Die Welt-Meisterschaften (und natürlich auch die Europameisterschaften) im Fünfkampf ab 1965 waren auch unter dem Namen 'Neo Pentathlon' bekannt. Die 'Portugiesische Tabelle' wurde 1977 modifiziert. Dadurch sind die Durchschnitte vor 1977 nicht vergleichbar.
Freie Partie: Distanz 250 Punkte
Cadre 47/1: Distanz 150 Punkte
Einband: Distanz 100 Punkte
Cadre 71/2: Distanz 150 Punkte
Dreiband: Distanz 30 Punkte
Der Fünfkampf wurde auch in dieser Spielfolge gespielt.
In der Endtabelle wurden die erzielten Matchpunkte vor den Partiepunkten und dem VGD gewertet.
Unentschiedene Partien in einer Aufnahme wurden mit 2:2 Partiepunkten gewertet.
Bei Matchpunktegleichheit entschied der direkte Vergleich.

## Vorrunde
| Platz | Name                   | MP  | PP    | VGD    | BVED   |
| ----- | ---------------------- | --- | ----- | ------ | ------ |
| 1     | Christ van der Smissen | 6:0 | 22:8  | 131,07 | 198,65 |
| 2     | Thomas Wildförster     | 4:2 | 19:11 | 101,94 | 119,48 |
| 3     | Piet Vet               | 2:4 | 11:19 | 69,58  | 105,80 |
| 4     | Egidio Vierat          | 0:6 | 8:22  | 54,76  | –      |

| Platz | Name           | MP  | PP    | VGD    | BVED   |
| ----- | -------------- | --- | ----- | ------ | ------ |
| 1     | Ludo Dielis    | 6:0 | 22:8  | 144,50 | 253,24 |
| 2     | Dieter Müller  | 3:3 | 15:15 | 101,55 | 90,05  |
| 3     | Johann Scherz  | 3:3 | 13:17 | 70,24  | 97,85  |
| 4     | Marc de Sutter | 0:6 | 10:20 | 71,05  | –      |

## KO-Runde
Legende: MP/PP/VGD

|  | Halbfinale             | Halbfinale    |                        |            | Finale | Finale |
|  |                        |               |                        |            |        |        |
|  | Ludo Dielis            | 0/3/89,13     |                        |            |        |        |
|  | Thomas Wildförster     | 2/7/128,08    |                        |            |        |        |
|  |                        |               |                        |            |        |        |
|  |                        |               |                        |            |        |        |
|  | Thomas Wildförster     | 0/0/97,96     |                        |            |        |        |
|  |                        | Dieter Müller | 2/10/179,73            |            |        |        |
|  |                        |               |                        |            |        |        |
|  | Spiel um Platz 3       |               |                        |            |        |        |
|  |                        |               | Ludo Dielis            | 0/4/143,97 |        |        |
|  | Christ van der Smissen | 0/2/79,09     | Christ van der Smissen | 2/8/185,93 |        |        |
|  | Dieter Müller          | 2/8/137,40    |                        |            |        |        |

## Abschlusstabelle
| Legende | Legende                                       |
| --- | --------------------------------------------- |
| Abk. | Bedeutung                                     |
| Pkt. | erzielte Punkte                               |
| Aufn. | benötigte Aufnahmen                           |
| ED | Einzeldurchschnitt                            |
| GD | Generaldurchschnitt                           |
| VGD | Verhältnismässiger Generaldurchschnitt        |
| BMD | Bester Mannschaftsdurchschnitt                |
| BED | Bester Einzeldurchschnitt                     |
| BSD | Bester Satzdurchschnitt                       |
| BEVD | Bester Einzel Verhältnismässiger Durchschnitt |
| HS | Höchstserie                                   |
| MP | Match Points                                  |
| PP | Partie Punkte                                 |
| G-U-V | Gewonnen-Unentschieden-Verloren               |
| SV | Satzverhältnis                                |
| WRP | Weltranglistenpunkte                          |
| | 1. Platz (Gold)                               |
| | 2. Platz (Silber)                             |
| | 3. Platz (Bronze)                             |
| | Bester GD des Turniers/Runde                  |
| | Bester VGD des Turniers/Runde                 |
| | Bester ED des Turniers/Runde                  |
| | Bester BVGD des Turniers/Runde                |
| | Beste HS des Turniers/Runde                   |
| (Evtl. finden nicht alle Begriffe Anwendung oder einige sind nicht aufgeführt. Diese können in der Liste der Karambolage-Begriffe nachgesehen werden.) |                                               |

| Endklassement              | Endklassement          | Endklassement | Endklassement | Endklassement | Endklassement | Endklassement | Endklassement | Endklassement | Endklassement |
| Platz                      | Name                   | MP            | PP            | VGD           | BVED          |               |               |               |               |
| -------------------------- | ---------------------- | ------------- | ------------- | ------------- | ------------- | ------------- | ------------- | ------------- | ------------- |
| 1                          | Dieter Müller          | 7:3           | 33:17         | 114,60        | 179,73        |               |               |               |               |
| 2                          | Thomas Wildförster     | 6:4           | 26:24         | 100,48        | 128,08        |               |               |               |               |
| 3                          | Christ van der Smissen | 8:2           | 32:20         | 127,66        | 198,65        |               |               |               |               |
| 4                          | Ludo Dielis            | 6:4           | 29:23         | 112,31        | 253,24        |               |               |               |               |
| 5                          | Johann Scherz          | 3:3           | 13:17         | 70,24         | 97,85         |               |               |               |               |
| 6                          | Piet Vet               | 2:4           | 11:19         | 69,56         | 111,78        |               |               |               |               |
| 7                          | Marc de Sutter         | 0:6           | 10:20         | 71,05         | –             |               |               |               |               |
| 8                          | Egidio Vierat          | 0:6           | 8:22          | 54,76         | –             |               |               |               |               |
| Turnierdurchschnitt: 90,45 |                        |               |               |               |               |               |               |               |               |

## Disziplintabellen
| Platz                      | Name                   | MP  | Pkte. | Aufn. | GD     | BED    | HS  | VGD    |
| -------------------------- | ---------------------- | --- | ----- | ----- | ------ | ------ | --- | ------ |
| 1                          | Ludo Dielis            | 8:4 | 1010  | 10    | 101,00 | 250,00 | 587 | 101,00 |
| 2                          | Thomas Wildförster     | 6:4 | 822   | 10    | 82,20  | 250,00 | 500 | 82,20  |
| 3                          | Dieter Müller          | 6:4 | 766   | 10    | 76,60  | 250,00 | 472 | 76,60  |
| 4                          | Christ van der Smissen | 6:6 | 795   | 5     | 159,00 | 250,00 | 500 | 159,00 |
| 5                          | Marc de Sutter         | 4:2 | 616   | 6     | 102,66 | 250,00 | 500 | 102,66 |
| 6                          | Piet Vet               | 2:4 | 383   | 4     | 95,75  | 125,00 | 247 | 95,57  |
| 7                          | Egidio Vierat          | 2:4 | 386   | 6     | 64,33  | 83,33  | 134 | 64,33  |
| 8                          | Johann Scherz          | 0:6 | 171   | 7     | 24,42  | –      | 92  | 24,42  |
| Turnierdurchschnitt: 85,32 |                        |     |       |       |        |        |     |        |

| Platz                      | Name                   | MP   | Pkte. | Aufn. | GD    | BED    | HS  | VGD    |
| -------------------------- | ---------------------- | ---- | ----- | ----- | ----- | ------ | --- | ------ |
| 1                          | Dieter Müller          | 10:0 | 750   | 23    | 32,60 | 150,00 | 188 | 154,55 |
| 2                          | Thomas Wildförster     | 6:4  | 660   | 21    | 31,42 | 37,50  | 125 | 148,96 |
| 3                          | Christ van der Smissen | 6:4  | 544   | 29    | 18,75 | 30,00  | 104 | 87,93  |
| 4                          | Ludo Dielis            | 4:6  | 545   | 15    | 36,33 | 150,00 | 248 | 172,64 |
| 5                          | Piet Vet               | 4:2  | 352   | 21    | 16,76 | 30,00  | 58  | 78,59  |
| 6                          | Johann Scherz          | 2:4  | 200   | 14    | 14,28 | 18,75  | 51  | 64,70  |
| 7                          | Marc de Sutter         | 0:6  | 371   | 21    | 17,66 | –      | 81  | 82,81  |
| 8                          | Egidio Vierat          | 0:6  | 281   | 22    | 12,77 | –      | 88  | 57,86  |
| Turnierdurchschnitt: 22,30 |                        |      |       |       |       |        |     |        |

| Platz                     | Name                   | MP   | Pkte. | Aufn. | GD    | BED   | HS | VGD    |
| ------------------------- | ---------------------- | ---- | ----- | ----- | ----- | ----- | -- | ------ |
| 1                         | Christ van der Smissen | 10:0 | 500   | 44    | 11,36 | 25,00 | 84 | 204,48 |
| 2                         | Thomas Wildförster     | 6:4  | 439   | 51    | 8,60  | 10,00 | 47 | 131,03 |
| 3                         | Dieter Müller          | 5:5  | 398   | 48    | 8,29  | 25,00 | 81 | 111,22 |
| 4                         | Ludo Dielis            | 4:6  | 386   | 46    | 8,39  | 11,11 | 50 | 112,57 |
| 5                         | Johann Scherz          | 3:3  | 265   | 35    | 7,57  | 11,11 | 31 | 101,56 |
| 6                         | Egidio Vierat          | 2:4  | 183   | 25    | 7,32  | 14,28 | 49 | 98,21  |
| 7                         | Marc de Sutter         | 2:4  | 174   | 25    | 6,96  | 14,28 | 33 | 93,65  |
| 8                         | Piet Vet               | 0:6  | 174   | 32    | 5,43  | –     | 28 | 65,31  |
| Turnierdurchschnitt: 8,23 |                        |      |       |       |       |       |    |        |

| Platz                      | Name                   | MP  | Pkte. | Aufn. | GD    | BED    | HS  | VGD   |
| -------------------------- | ---------------------- | --- | ----- | ----- | ----- | ------ | --- | ----- |
| 1                          | Ludo Dielis            | 9:1 | 750   | 23    | 32,60 | 150,00 | 150 | 96,40 |
| 2                          | Dieter Müller          | 6:4 | 597   | 21    | 28,42 | 50,00  | 118 | 84,48 |
| 3                          | Christ van der Smissen | 4:6 | 572   | 21    | 27,23 | 75,00  | 127 | 80,52 |
| 4                          | Thomas Wildförster     | 4:6 | 507   | 22    | 23,04 | 50,00  | 139 | 68,13 |
| 5                          | Piet Vet               | 5:1 | 450   | 15    | 30,00 | 75,00  | 127 | 88,71 |
| 6                          | Johann Scherz          | 4:2 | 383   | 22    | 17,40 | 25,00  | 126 | 47,36 |
| 7                          | Marc de Sutter         | 0:6 | 91    | 15    | 6,06  | –      | 57  | 12,12 |
| 8                          | Egidio Vierat          | 0:6 | 22    | 7     | 3,14  | –      | 7   | 6,28  |
| Turnierdurchschnitt: 23,09 |                        |     |       |       |       |        |     |       |

| Platz                      | Name                   | MP  | Pkte. | Aufn. | GD    | BED   | HS | VGD    |
| -------------------------- | ---------------------- | --- | ----- | ----- | ----- | ----- | -- | ------ |
| 1                          | Dieter Müller          | 6:4 | 143   | 135   | 1,059 | 1,304 | 6  | 134,69 |
| 2                          | Christ van der Smissen | 6:4 | 145   | 156   | 0,929 | 1,250 | 6  | 78,96  |
| 3                          | Thomas Wildförster     | 4:6 | 144   | 167   | 0,862 | 0,769 | 5  | 65,24  |
| 4                          | Ludo Dielis            | 4:6 | 129   | 157   | 0,832 | 1,250 | 7  | 57,22  |
| 5                          | Johann Scherz          | 4:2 | 87    | 89    | 0,977 | 1,071 | 6  | 110,72 |
| 6                          | Marc de Sutter         | 4:2 | 80    | 95    | 0,842 | 1,153 | 6  | 63,73  |
| 7                          | Egidio Vierat          | 4:2 | 76    | 98    | 0,775 | 0,909 | 4  | 42,08  |
| 8                          | Piet Vet               | 0:6 | 63    | 113   | 0,557 | –     | 4  | 16,91  |
| Turnierdurchschnitt: 0,861 |                        |     |       |       |       |       |    |        |